# كارلوس هانك غونزاليس
كارلوس هانك غونزاليس (بالإسبانية: Carlos Hank González)‏ هو سياسي مكسيكي، ولد في 1927 في المكسيك، وتوفي بنفس المكان في 2001. حزبياً، نشط في الحزب الثوري المؤسساتي. وقد انتخب وزير السياحة.
تشير تقرير مسرب من مركز المخابرات الوطني للمخدرات (NDIC) إلى أن المشاركة المزعومة لـ هانك غونزاليس في تجارة المخدرات وغسيل الأموال في وقت ما كانت "تهديداً جنائياً كبيراً للولايات المتحدة". كما اتهم تقرير NDIC هانك غونزاليس بالفساد السياسي والتهرب الضريبي والرشوة وشراء الأصوات.

## اتهامات جنائية
اتُّهِمَ كارلوس هانك غونزاليس بوجود صلاتٍ مع تجار المخدرات مثل فيليكس جاياردو وأخوان أريانو ومايو زامبادا. كما اتُّهم هو ومجموعته بالسيطرة على البنوك الأمريكية وشركات الاستثمار والكازينوهات لغسيل الأموال وتهريب المخدرات مع الكارتلات وغيرها من الأنشطة غير القانونية. وفقًا لتقرير من مركز المخابرات الوطني للمخدرات في الولايات المتحدة (NDIC) الملقب بـ "عملية النمر الأبيض"، كان تورط هانك غونزاليس في تجارة المخدرات وغسيل الأموال يشكل "تهديدًا جنائيًا كبيرًا للولايات المتحدة". وفي حين قضى مسؤولون في إنفاذ القانون الأمريكي سنوات في التحقيق في كارلوس هانك غونزاليس وأبنائه كارلوس هانك رون وخورخي هانك رون، فإن التقييم الذي أُجري من قبل العديد من الجهات يعتبر أول مرة تتم فيها اتهام الثلاثة بكونهم روابط مباشرة مزعومة بعمليات منظمات مخدرات مكسيكية رئيسية. 